# 二人だけの世界 (ブラザーフッド・オブ・マンの曲)
「二人だけの世界」（原題： United We Stand）は、英国のグループ、ブラザーフッド・オブ・マンが1970年に発表したセカンド・シングル。セッション・シンガーのトニー・バロウズがリード・ボーカルを務めた一連のヒット曲のひとつ。

## 概要
ブラザーフッド・オブ・マンはソングライターのトニー・ヒラーが1969年に結成した男女混成のコーラス・グループである。デビュー・シングル「Love One Another」を発表した翌年の1970年1月23日、本作品はシングルA面曲として発売された。作詞作曲はトニー・ヒラーとピーター・シモンズ（ジョン・グディソンの変名）。曲中で歌われる "United we stand, divided we fall" は英語の成句で、「団結すれば我々は立ち、分裂すればすなわち倒れる」という意味。この言葉がタイトルでも使われている。
全英シングルチャートで10位を記録した。同年7月4日付のビルボード・Hot 100で13位を記録し、1970年の年間チャートの64位を記録した。カナダでは9位を記録した。
連帯の尊さを説く作品として現在も歌い継がれている。サッカーの応援歌として使われるほか、LGBTの社会運動家たちの間でも歌われてきたという。

## カバー・バージョン
- ボブ・アンディとマーシア・グリフィス - 1970年のアルバム『Young Gifted and Black』に収録。
- アン・マレーとグレン・キャンベル - 1971年のアルバム『Anne Murray / Glen Campbell』に収録。
- ジョー・サウス - 1971年のアルバム『So the Seeds Are Growing』に収録。
- ソニー&シェール - 1971年のアルバム『All I Ever Need Is You』に収録。
- ボビー・ヴィントン - 1975年のアルバム『The Bobby Vinton Show』に収録。
- エルトン・ジョン - 録音は1969年 - 1970年。1994年に発売されたコンピレーション・アルバム『Chartbusters Go Pop』に収録。